# Villa Pandolfini di Carraia
Villa Pandolfini di Carraia si trova all'angolo tra via della Casella e via Artemisia Gentileschi nelle periferia ovest di Firenze, nel borgo di Carraia che fa parte della zona di Cintoia. 

## Storia e descrizione
La villa, cinquecentesca, fa parte di quel gruppo di edifici antichi del borgo di Carraia che ricordano l'antico sfruttamento agricolo della zona da parte di notabili famiglie fiorentine.
Appartenne ai Pandolfini e successivamente ai Conti Galli, che possedevano numerose terre e case anche nel territorio di Casellina e Torri.
Sulla facciata interna della villa si apre un portico a tre arcate; sopra la porta d'ingresso è dipinta una ghirlanda di alloro e di rose con al centro una croce e l'effigie IHS. A lato si vedono i resti di una scala che conduceva al primo piano, dove venivano rifugiate le bestie durante le alluvioni, relativamente frequenti nella zona, che è a ridosso dell'Arno e della Greve.
Nelle cantine il soffitto è a capriate con altre tre arcate che sorreggono tutta la struttura. Una nicchia con tettino in terracotta e cornice in pietra scanalata, ricavata nelle mura della casa, conteneva un affresco rappresentante la Madonna col Bambino, del quale però oggi rimangono solo labili tracce.
Un altro tabernacolo si trova nelle vicinanze, sull'argine della Greve, e dà il nome alla vicina via della Madonna di Pagano. Tale denominazione deriva dalla leggendaria fondazione dell'edicola, che sarebbe stata fatta da un non credente.